# Hammond (wieś w stanie Nowy Jork)
Canton – wieś w Stanach Zjednoczonych, w stanie Nowy Jork, w hrabstwie St. Lawrence.